# Igreja de Todos os Santos (East Finchley)

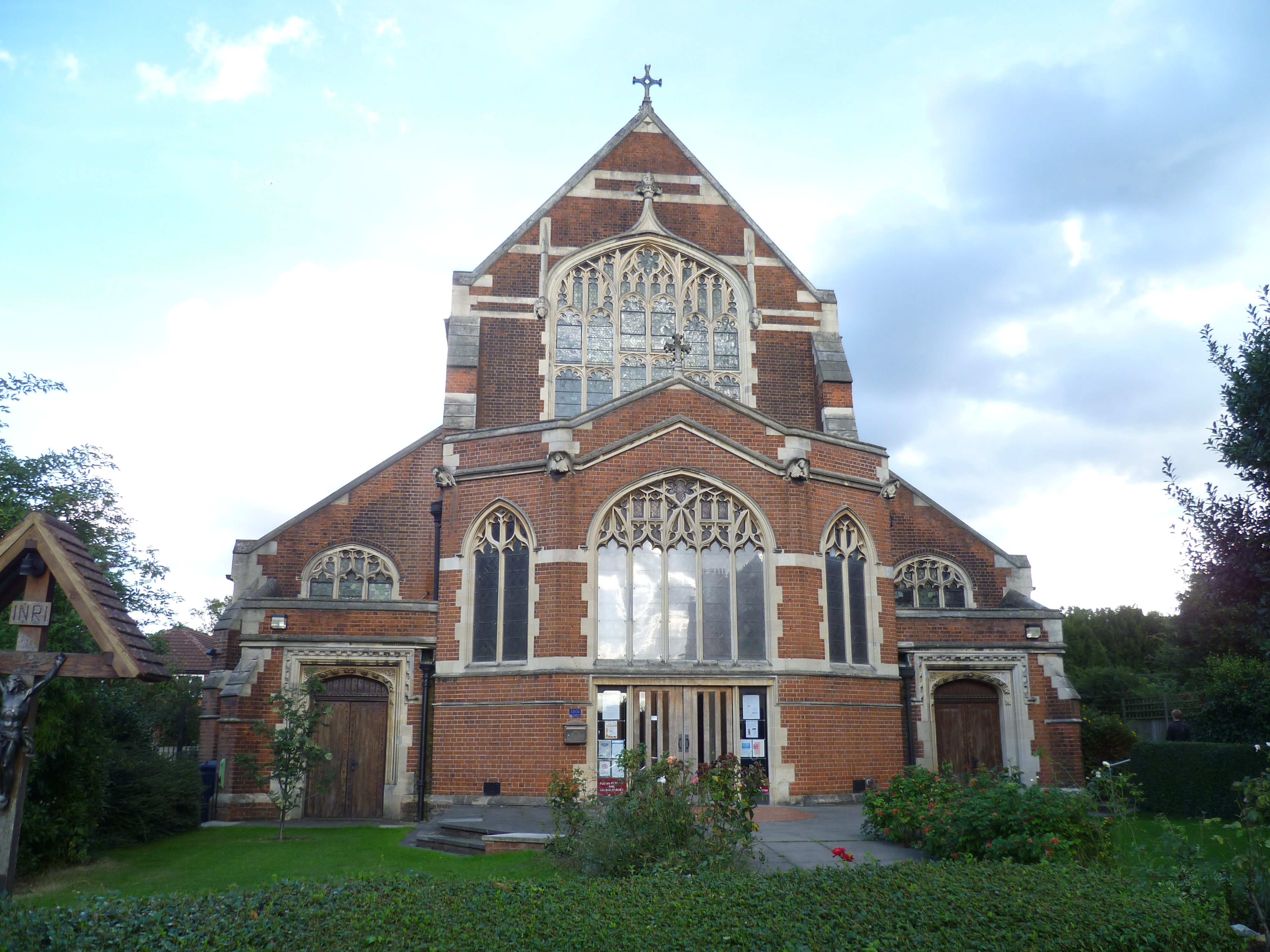
Igreja de Todos os Santos

A Igreja de Todos os Santos é uma igreja da Igreja da Inglaterra em Durham Road, East Finchley, em Londres. É um edifício listado como grau II pela histórica Inglaterra.